# بحيرة حي الأمانة
بحيرة حي الامانة (القناة) تقع في منطقة الرصافة من بغداد، شرق بغداد في مدينة الثورة سابقا، والصدر حاليا، وبين منطقة شارع فلسطين ويفصل بيهمنا القناة، وهي عبارة عن مستنقع مائي ومقسم إلى منطقتين (بحيرتين) ويفصل بينهما منطقة سكنية تسمى حي الأمانة.